# Sudis hyalina
Sudis hyalina är en fiskart som beskrevs av Rafinesque, 1810. Sudis hyalina ingår i släktet Sudis och familjen laxtobisfiskar. Inga underarter finns listade i Catalogue of Life.